# Adelaida d'Auxerre
Adelaida d'Auxerre (vers 849 - 929), fou filla de Conrad II duc de la Borgonya Transjurana i comte d'Auxerre (+ 887). la seva mare podria ser Waldrada de Worms segons uns (i en aquest cas el comtat d'Auxerre estava en les possessions paternes) o segons altres Ermentruda o Waldrada, comtessa d'Auxerre.
Es va casar el 888 amb Ricard d'Autun, duc de Borgonya (+ 1 de setembre de 921). Hauria tingut sis fills:
- Adelaida de Borgonya
- Raül (Rodolf) de Borgonya
- Bosó de Borgonya
- Hug el Negre de Borgonya
- Ermengarda de Borgonya
- Wil·la